# 上實城市開發
上海實業城市開發集團有限公司（港交所：0563），前稱中新地產集團，是一家主要於中國從事物業發展、物業投資及酒店經營的公司。

## 历史
中新地產創立於1999年，並在2003年於香港交易所上市。2007年起，中新地產在各地積極投地，其中更以31億元奪得珠海淇澳島的項目。中新地產因而陷入債務危機，自2008年起開始停牌。
2010年，上海實業以27.46億港元收購中新地產約45.02%的股權。上海實業向中新地產前主席酈松校收購5億股舊股，同時認購6.84億股新股，價格為每股2.32港元。交易完成後，上海實業成為中新地產的第一大股東，而酈松校則仍然持有21.1%的股權。 同年6月，中新地產復牌。
2010年10月，中新地產集團易名為上實城市開發。
2011年4月，上實城市開發以每股2.8港元發行21.8億股，向上海實業收購上海城開（集團）有限公司59%股權。
2015年9月，上實城市開發以31億元向融德集團有限公司出售珠海淇澳島土地。

## 外部連結
- SIUD.com（页面存档备份，存于）